# Liste des évêques de Perpignan
Le diocèse d'Elne a été érigé au VIe siècle. En 1602, la résidence de l'évêque est transférée à Perpignan mais le siège est maintenu à Elne jusqu'à la Révolution française.

## Évêques de Perpignan
La constitution civile du clergé créé un diocèse des Pyrénées-Orientales.
- Gabriel Deville 5 février 1791-1793, évêque constitutionnel
- Dominique-Paul Villa 1798-1801, évêque constitutionnel.

Le concordat de 1801 met fin au diocèse des Pyrénées-Orientales. le diocèse de Perpignan-Elne n'est recréé qu'en 1823.
- Jean-François de Saunhac-Belcastel 1823-1853
- Philippe Olympe Gerbet 1854-1864
- Étienne-Émile Ramadié 1865-1876
- Joseph-Frédéric Saivet 1876-1877
- Jean-Augustin-Émile Caraguel 1877-1885
- Noël Gaussail 1886-1899
- Jules de Carsalade du Pont 1899-1932
- Henri Marius Bernard 1933-1959
- Joël Bellec 1960-1971
- Henri L´Heureux 03/02/1972-30/11/1981, se retire en 1981
- Jean Chabbert (archevêque à titre personnel) 1982-1996, se retire en 1996
- André-Louis Fort 16/01/1996-28/11/2002
- André Marceau 13/01/2004-06/03/2014
- Norbert Turini 18/10/2014-09/07/2022[2], nommé archevêque de Montpellier.
- Thierry Scherrer 11/04/2023